# Поверхневий стік
Поверхне́вий стік — стік вод атмосферного походження по земній поверхні під дією сили тяжіння. 
Розрізняють три фази поверхневого стоку: схиловий, тальвеговий і річковий. Поверхневий стік виражають через такі показники: витрата води, об'єм стоку, модуль стоку, шар стоку. 
Величина норми річного поверхневого стоку, що формується на території України, пересічно становить 39,4 км³ (дані до 1993 року). 
Поверхневий стік — складова частина кругообігу води в природі. Його негативною дією є ерозія ґрунтів. 